# Jacques Fourcy
Pour les articles homonymes, voir Fourcy.
Jacques Fourcy, né le 6 juillet 1906 à Paris et décédé le 16 mars 1990 à Savigny, est un peintre français, membre de la Société des peintres de montagne.

## Biographie
Jacques Fourcy est né à Paris en 1906. Il fait ses études d'ingénieur à l'École centrale Paris (promotion 1929) et entre ensuite à la Compagnie des chemins de fer de Paris à Lyon et à la Méditerranée (PLM), puis à la Société nationale des chemins de fer français (SNCF). Prisonnier de guerre pendant cinq ans, il est rapatrié sanitaire à la suite de la perte d'un œil ; il reçoit plus tard la Croix de guerre 1939-1945.

## Carrière artistique
Sa formation semble être celle d'un autodidacte. Il commence à peindre très tôt, surtout des aquarelles dans un premier temps. Il peint pendant ses loisirs, puis après sa retraite. Il entre à la Société des peintres de montagne (SPM) dès 1925 et a exposé au Salon des artistes français à partir de 1926.

## Œuvres
Très connu pour ses aquarelles particulièrement vives et colorées, il s'est également consacré, surtout après la Seconde Guerre mondiale, à la peinture à l'huile le plus souvent réalisée sur panneaux (isorel). Il a surtout peint la haute-montagne ; ses œuvres représentent en particulier les grands sommets de la vallée de Chamonix et de l'Oisans mais également les sommets des Alpes suisses.
Le musée de Chamonix expose plusieurs de ses œuvres.